# Euharpyia comita
Euharpyia comita är en fjärilsart som beskrevs av William Schaus 1901. Euharpyia comita ingår i släktet Euharpyia och familjen tandspinnare. Inga underarter finns listade i Catalogue of Life.